# Xanthia rubra
Xanthia rubra là một loài bướm đêm trong họ Noctuidae.